# 小米9 Pro
小米9 Pro是小米科技于2019年9月24日在中国北京市小米科技園发布的智能手机，为小米手机9的升級版本，與小米MIX Alpha一同發布。

## 简介
小米9 Pro使用了由三星电子提供的6.39英寸（对角线）19.5:9比例的AMOLED屏幕，屏幕上方设有水滴形状的前置摄像头凹口，前置摄像头为2000万像素的三星电子S5K3T1传感器，位于机身上方正中心，上边框右上角设置一枚白色的消息提醒灯。机身背面左上角设置三枚摄像头，其中最上方一枚摄像头环绕着一圈亮银色或红色的全系镀膜。三枚摄像头均被同一块长圆形盖板玻璃覆盖，下方为单色温的双闪光灯。后置主相机采用索尼IMX586传感器，配以1200万像素变焦传感器（三星电子S5K3M5）以及1600万像素超广角传感器（索尼IMX481），可实现2倍光学变焦以及0.6倍的超广角拍摄。机身右侧上方设置音量加减键及电源键，顶部设有红外发射端口及降噪麦克风，底部为扬声器出音孔及USB Type-C标准的数据充电接口。

### 硬體
小米9 Pro搭载的SoC由小米9的高通骁龙855变更为高通骁龙855 Plus（SM8150-AC），配以高通X50基带以支持5G网络，有8GB和12GB两种RAM规格可选，128GB、256GB及512GB三种ROM规格可选。与小米9相比，仅CPU的大核心频率由2.84GHz提升至2.96GHz，GPU的时钟频率由585MHz提升至672MHz，其余指标则几乎完全一致。此外，小米9 Pro在小米9的基础上对电池容量、网络制式以及充电等方面进行了改进。将电池容量由3300mah提升至4000mah，支持40W功率的有线充电（10V 4A电荷泵）、30W功率的无线充电以及10W功率的反向无线充电。首次采用了定制线性马达，并通过内置X50基带芯片从而支持NSA 5G网络，但取消了小米9支持的CDMA2000以及EVDO网络。电池及元器件的增加使得小米9 Pro的机身厚度增加至8.54毫米，机身重量也达到了196g。除此之外，相机、屏幕尺寸等元件规格均与小米9相同，但小米9机身左侧布置的AI实体按键在小米9 Pro上被去除，语音助理呼出方式也改为和小米8等前代机型一致。
小米9 Pro仅支持梦之白（白色AG磨砂雾面玻璃、银色抛光金属中框）以及钛银黑（灰黑色高亮玻璃、银黑色抛光金属中框）两款配色，支持8GB RAM/128GB ROM、8GB RAM/256GB ROM、12GB RAM/256GB ROM以及12GB RAM/512GB ROM四种存储组合，售价分别为3699元、3799元、4099元及4299元人民币。

### 设计及工艺
小米9 Pro大体继承了小米9的外观，仅厚度及重量比小米9有所增加。小米在小米9 Pro上还首次使用了AG雾面磨砂工艺，该工艺改善了传统高亮玻璃容易沾染指纹的问题，但同时减小了与手掌的摩擦力，反较传统高亮玻璃更光滑。此外，小米9全系列均采用7系抛光金属边框以及第六代大猩猩玻璃。

## 销售
小米9 Pro于北京时间2019年9月24日17时支持100元订金预售，并于北京时间2019年9月27日上午10时在线上线下各零售渠道发售，支付定金及首批购买的用户均支持6期分期付款免借息政策。但上线后便通过多轮抢购的方式频繁控制销售量，更有消息称小米9 Pro在2019年11月下旬便停止生产，直至2020年1月售罄退市。
2020年4月1日，小米9 Pro正式被小米从其官方商城中撤下，现其机型介绍页、相关参数以及销售页均已无法打开，在浏览器上直接输入此前有效网址，将直接跳转至小米商城主页。